# Chlorotettix attenuatus
Chlorotettix attenuatus är en insektsart som beskrevs av Brown 1933. Chlorotettix attenuatus ingår i släktet Chlorotettix och familjen dvärgstritar. Inga underarter finns listade i Catalogue of Life.